# Кріс Ботті
Крістофер Стівен Ботті (англ. Christopher Stephen Botti, 12 жовтня 1962, Портленд, Орегон, США), відоміший як Кріс Ботті — американський джазовий трубач і композитор. 
У 2013 році альбом Ботті «Враження» (англ. Impressions) одержав нагороду Греммі в категорії «Найкращий інструментальний поп-альбом». У 2008 році його також номінували на нагороду за альбом «Італія» (Italia), в 2010 році він отримав три номінації на премію за альбом у живому виконанні під назвою «Кріс Ботті в Бостоні» (англ. Chris Botti in Boston). 
Чотири з його альбомів досягли першої сходинки в чарті джазових альбомів часопису «Білборд».

## Інструмент
Інструмент Ботті — це труба ручної роботи, виробництва компанії Martin Committee, 1939 року. Він використовує сріблений мундштук № 3 від Bach, 1926 року виробництва. Музикант використовує сурдину для відтворювання звучання 1950-х років.

## Цікаво
Кріс Ботті неодноразово виступав в Україні з концертами із українською скрипалькою Асією Ахат. Також виконавець дав концерт в межах джазового фестивалю Leopolis Jazz Fest у 2021 році.